# Leoncjusz I (patriarcha Jerozolimy)
Leoncjusz – dwudziesty dziewiąty chalcedoński patriarcha Jerozolimy; sprawował urząd w latach 912–929.